# Black Society
Black Society è il quinto album in studio degli Arthemis, uscito nel 2008 per l'Etichetta discografica Scarlet Records. È stato registrato nel 2007 presso i Remaster Studio di Vicenza e masterizzato agli Thin Ice Studios di Surrey, Regno Unito.

## Tracce
1. Fright Train – 4:28
2. Angels In Black – 4:09
3. Electri-fire – 4:37
4. Medal Of Honor – 4:13
5. Escape – 3:43
6. Black Society – 7:36
7. Mechanical Plague – 3:54
8. Let It Roll – 4:06
9. Zombie Eater – 5:23
10. Mr. Evil – 3:50

## Formazione
- Alessio Garavello - voce, chitarra
- Andrea Martongelli - chitarra, cori
- Matteo Galbier - basso elettrico
- Paolo Perazzani - batteria